# مهدی محمدپور
مهدی محمد پور (فارسی: مهدی محمدپور؛ زادهٔ ۲۴ مارس ۱۹۸۵) یک بازیکن فوتبال سابق و مربی فوتبال اهل ایران است.
وی در ۲۱ اردیبهشت ۱۳۹۵ با برتری ۳ بر ۰ ماشین سازی تبریز در برابر مس رفسنجان با هدایت رسول خطیبی که منجر به صعود تیم به لیگ برتر شد به عنوان کاپیتان تیم ماشین سازی تبریز از دنیای فوتبال خداحافظی کرد.
وی هم اکنون مدیر باشگاه فرهنگی ورزشی کوهسار تبریز و سرمربی تیم جوانان و تیم امید باشگاه فوتبال کوهسار است که در مرحله آخر مناطق کشوری حضور دارد.

## دوران باشگاهی
از باشگاه‌هایی که در آن بازی کرده‌است می‌توان به باشگاه فوتبال ماشین‌سازی تبریز، باشگاه فوتبال تراکتورسازی تبریز، باشگاه فوتبال شهرداری تبریز، باشگاه فوتبال گسترش فولاد تبریز و باشگاه فوتبال شهرداری اردبیل اشاره کرد.

## سوابق باشگاهی
مهدی محمد پور  در سال 2003 از تیم های پایه باشگاه فوتبال تراکتور به تیم بزرگسالان این تیم  پیوست و در سال 2009 به تیم شهرداری تبریز رفت و 4 سال عضو این تیم لیگ برتری و لیگ یکی بود که با تمام شدن قرارداد خود در سال 2013 به تیم گسترش فولاد تبریز پیوست. وی در سال 2014 پس از اتمام قرارداد به تیم شهرداری اردبیل پیوست. محمد پور پس از یک سال در سال 2015 به تیم ماشین سازی تبریز پیوست و با این تیم قهرمانی لیگ آزادگان را بدست آورد و به لیگ برتر ایران صعود کرد که نقش به سزایی در صعود این تیم به لیگ برتر ایفا کرد. 
وی پس از درخشش در ماشین سازی تبریز به تیم نساجی مازندران پیوست ولی به علت مصدومیت فرصت بازی پیدا نکرد و از دنیای فوتبال خداحافظی کرد که آخرین بازی رسمی وی در مستطیل سبز با تیم ماشین سازی تبریز مقابل مس رفسنجان ،که با نتیجه 3-0 به سود ماشین سازی تبریز بود که منجر به صعود به لیگ برتر شد . 

### تراکتور تبریز
مهدی محمدپور پس از سال ها حضور در تیم های پایه باشگاه تراکتور تبریز به تیم بزرگسالان این باشگاه درسال 2003 پیوست وتا سال 2009 در این تیم حضور داشت و بازی هایی را در این تیم در جام حذفی و لیگ انجام داد. 

### شهرداری تبریز[۷]

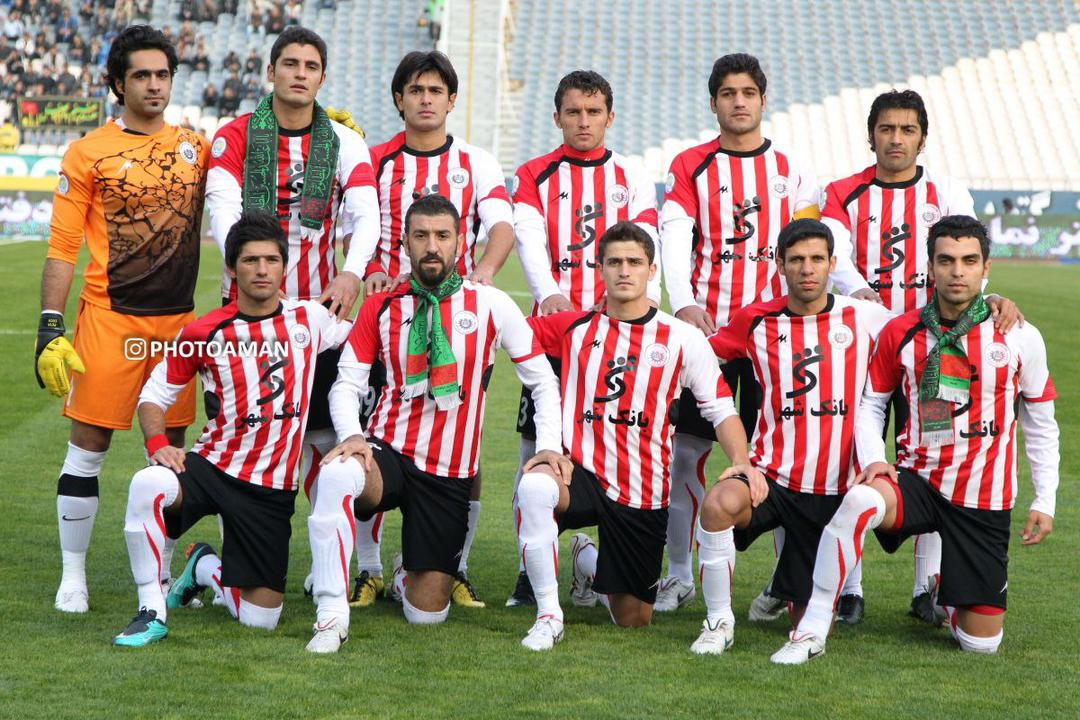
مهدی محمد پور در تیم شهرداری تبریز

محمد پور در سال 2009 به تیم فوتبال شهرداری تبریز که تازه لیگ برتری شده بود و بازیکنان مطرح را مانند: میثم بائو،زنده یادعلی انصاریان،وریا غفوری،سعید دقیقی ، حبیب گردانی و... را جذب کرده بود پیوست و طی 4 سال برای این تیم 32 بازی انجام داد و یک گل به ثمر رساند.

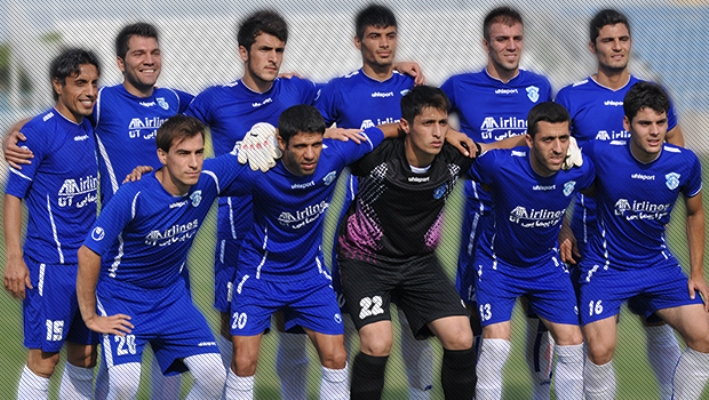
مهدی محمدپور در ترکیب تیم گسترش فولاد تبریز

### گسترش فولاد تبریز[۱۰]

###### بازگشت دوباره به لیگ برتر[۱۱]
محمد پور در سال 2013 با پیوستن به تیم مطرح گسترش فولاد تبریز که بازکینان سرشناسی مانند: مصطفی اکرامی ،رسول خطیبی ،محسن فروزان ،سعید آقایی ، فردین عابدینی ،علیرضا نقی زاده، ،سامان نریمان جهان،جابر انصاری،مهرداد  بایرامی ،ایمان موسوی دوباره به لیگ برتر بازگشت ویک گل برای این تیم مقابل استقلال خوزستان به ثمررساند که این تیم را از شکست خانگی نجات داد 